# Yvonite
La yvonite è un minerale appartenente al gruppo della krautite., strutturalmente correlata alla geminite ed alla fluckite.

## Etimologia
Il nome è in onore del professore di cristallografia svizzero Klaus Yvon (1943-  ).